# The Collector (2009)
The Collector is een Amerikaanse thriller/horrorfilm uit 2009 onder regie van Marcus Dunstan. Hij schreef samen met Patrick Melton ook het verhaal, dat ze oorspronkelijk aanboden aan de makers van de filmserie Saw, als prequel. Voor deze reeks schreef het duo ook de voor The Collector verschenen delen Saw IV en Saw V en de later uitgebrachte Saw VI en Saw 3D. Dunstan en Melton vervolgden The Collector in 2012 eigenhandig met The Collection.

## Verhaal

### Proloog
Larry en Gena Wharton komen op een avond goedgemutst thuis. Terwijl hij nog even beneden blijft, gaat zij naar hun slaapkamer. Na binnenkomst roept ze Larry ook naar boven. Er staat een rode hutkoffer in hun kamer die niet van hen is. Binnenin blijkt er iets te bewegen. Nadat Larry de koffer opent, wordt hij vrijwel meteen overmeesterd door iemand die hem in de rug aanvalt.

### Hoofdlijn
Het welgestelde echtpaar Michael en Victoria Chase hebben net het voormalige huis van de Whartons gekocht. De ex-inbreker Arkin O'Brien werkt inmiddels als klusjesman en doet op verzoek van de familie wat laatste aanpassingen aan de woning. Hij doet zijn werk naar volle tevredenheid van de Chases. Hun dochter Jill en haar kleine zusje Hannah mogen Arkin bovendien graag. 
Arkins vrouw Lisa heeft een schuld bij een malafide schuldeiser. Het geld dat hij heeft verdiend bij de Chases, is niet genoeg om die te vereffenen. Ze heeft bovendien nog maar tot middernacht om het volledige bedrag op te hoesten. Om te voorkomen dat haar of hun dochter Cindy iets overkomt, besluit Arkin die avond nog in te breken in het huis van de familie Chase. Wanneer hij binnen is, komt er alleen nog een tweede insluiper de woning binnen. Terwijl Arkin die probeert te ontlopen, staat ineens Michael Chase hevig bloedend voor hem. Hij denkt dat Arkin hem heeft aangevallen en wil hem slaan met een golfclub, maar zet per ongeluk een boobytrap in werking die hem opgeknoopt aan het plafond doet belanden. Terwijl Arkin zich schuilhoudt, duikt er een gemaskerde man op die Michael mee naar de kelder sleept.
Arkin besluit het alarmnummer te bellen en te maken dat hij wegkomt. De telefoon blijkt alleen voorzien van een andere boobytrap en alle ramen en deuren zijn inmiddels hermetisch afgesloten. Wanneer hij de kelder in gaat, treft hij daar een vastgebonden en gemartelde Michael Chase aan. Nadat hij die overtuigt dat hij niet hun aanvaller is, vertelt hij Arkin waar zijn vrouw is. Victoria ligt geboeid in de badkuip, met ducttape over haar ogen en vastgeniet aan haar hoofd. Arkin ontdoet haar van haar knevel en vertelt haar dat hij hen wil helpen. Victoria weet net als Michael niet waar Hannah is en of er iets met haar is gebeurd. Jill blijkt uit te zijn.
Arkin gaat op zoek naar Hannah en vindt de rode hutkoffer. Hij hoort er iets in bewegen en denkt dat het Hannah is. Wanneer hij hem opent, kruipt Larry Wharton er verminkt uit. Hij vertelt Arkin dat de gemaskerde man 'mensen verzamelt'. Hij houdt er één tegelijk in leven, alle anderen verminkt en vermoordt hij. Wie het huis niet uitkomt, is ten dode opgeschreven. Het gebouw is alleen nog altijd compleet afgesloten en gevuld met talloze dodelijke boobytraps.

## Rolverdeling
| Acteur                             | Personage      |
| ---------------------------------- | -------------- |
| Josh Stewart                       | Arkin O'Brien  |
| Michael Reilly Burket              | Michael Chase  |
| Andrea Roth                        | Victoria Chase |
| Karley Scott Collins Scott Collins | Hannah Chase   |
| Madeline Zima                      | Jill Chase     |
| Juan Fernández                     | The Collector  |
| Daniella Alonso                    | Lisa           |
| Haley Pullos                       | Cindy          |
| Robert Wisdom                      | Roy            |
| William Prael                      | Larry Wharton  |
| Diane Ayala Goldner                | Gena Wharton   |
| Alex Feldman                       | Chad           |